# 로스토크 S반
로스토크 S반(독일어: S-Bahn Rostock)은 메클렌부르크포어포메른주 로스토크와 그 광역권을 운행하는 S반이다. 계획 단계에서의 이름은 슈타트반 로스토크(Stadtbahn Rostock)였다. 총 3개 노선이 있으며, 총 영업 거리는 90 km이다. S1 노선은 로스토크 중앙역에서 바르네뮌데까지 운행하며 로스토크 시계 내부에서 운행한다. 1970년대부터 S반 영업이 시작된 곳이다. 이후 로스토크 제하펜 방면 노선과 슈반을 경유하여 귀스트로로 가는 노선이 S반 체계에 편입되었다. 제하펜 방면 노선은 2012년에 영업을 중단했으며, 라게를 경유하여 귀스트로로 가는 노선이 S3으로 편입되었다. 2014년까지는 2층 객차를 사용한 푸시풀 열차가 운행했으나 그 이후 모든 노선에서 탈렌트 2 전동차로 대체되었다. 2023년 12월부터 2024년 12월까지는 급행 노선 S2X가 운행했으며, 로스토크 중앙역과 귀스트로역을 무정차로 연결했다.

## 노선
로스토크 S반 및 레기오날반 노선은 바르노 교통조합(VVW, Verkehrsverbund Warnow) 운임 체계에 통합되어 있다.

### 개요
S1 노선은 운터바르노강 서안을 따라 진행하며 주택 지구인 리히텐하겐, 뤼텐 클라인, 에버스하겐 및 공업 지구인 마리엔에헤, 브라모를 지나서 로스토크 중앙역으로 이어진다(KBS 181).
S2 노선은 바르네뮌데에서 시작하여 로스토크 중앙역까지는 S1 노선을 따라가며, 중앙역에서 로스토크 남쪽으로 진행한다. 슈반 근처에서 바르노강을 건너서 귀스트로까지 진행한다(KBS 182).
S3 노선은 바르네뮌데에서 시작하여 로스토크 중앙역까지는 S1 노선을 따라가며, 노이슈트렐리츠-바르네뮌데선을 따라 남쪽으로 진행하여 라게를 경유하여 귀스트로까지 진행한다(KBS 183).

### 역 및 소요 시간
| 노선 | 정차역 수 | 영업 거리 | 운행 시간(분) | 경유지 |
| ---- | --------- | --------- | ------------- | --- |
|      | 10        | 13.3      | 20            | 바르네뮌데 – 바르네뮌데 베르프트 – 로스토크 리히텐하겐 – 로스토크 뤼텐 클라인 – 로스토크 에버스하겐 – 로스토크 마리엔에헤 – 로스토크 브라모 – 로스토크 홀바인플라츠 – 로스토크 파르크슈트라세 – 로스토크 중앙역(주 노선) |
|      | 17        | 47.6      | 58            | 바르네뮌데 – (S1과 동일) – 로스토크 중앙역 – 파펜도르프 – 푈호 – 후크스토르프 – 슈반 – 미스토르프 – 뤼소 – 귀스트로 |
|      | 18        | 58.1      | 74            | 바르네뮌데 – (S1과 동일) – 로스토크 중앙역 – 카펠스토르프 – 샤르스토르프 – 크론스캄프 – 라게 – 수브친리소 – 플라츠 – 프리머부르크 – 귀스트로                                                                             |

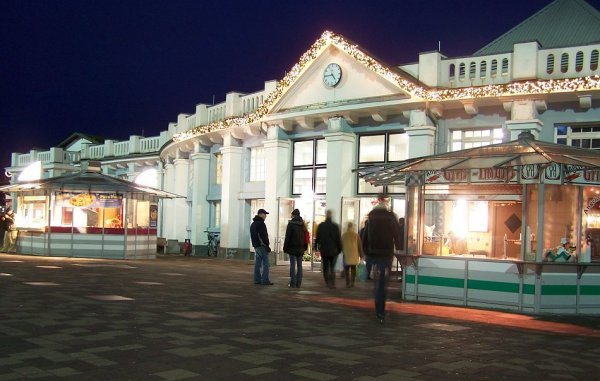
로스토크 중앙역
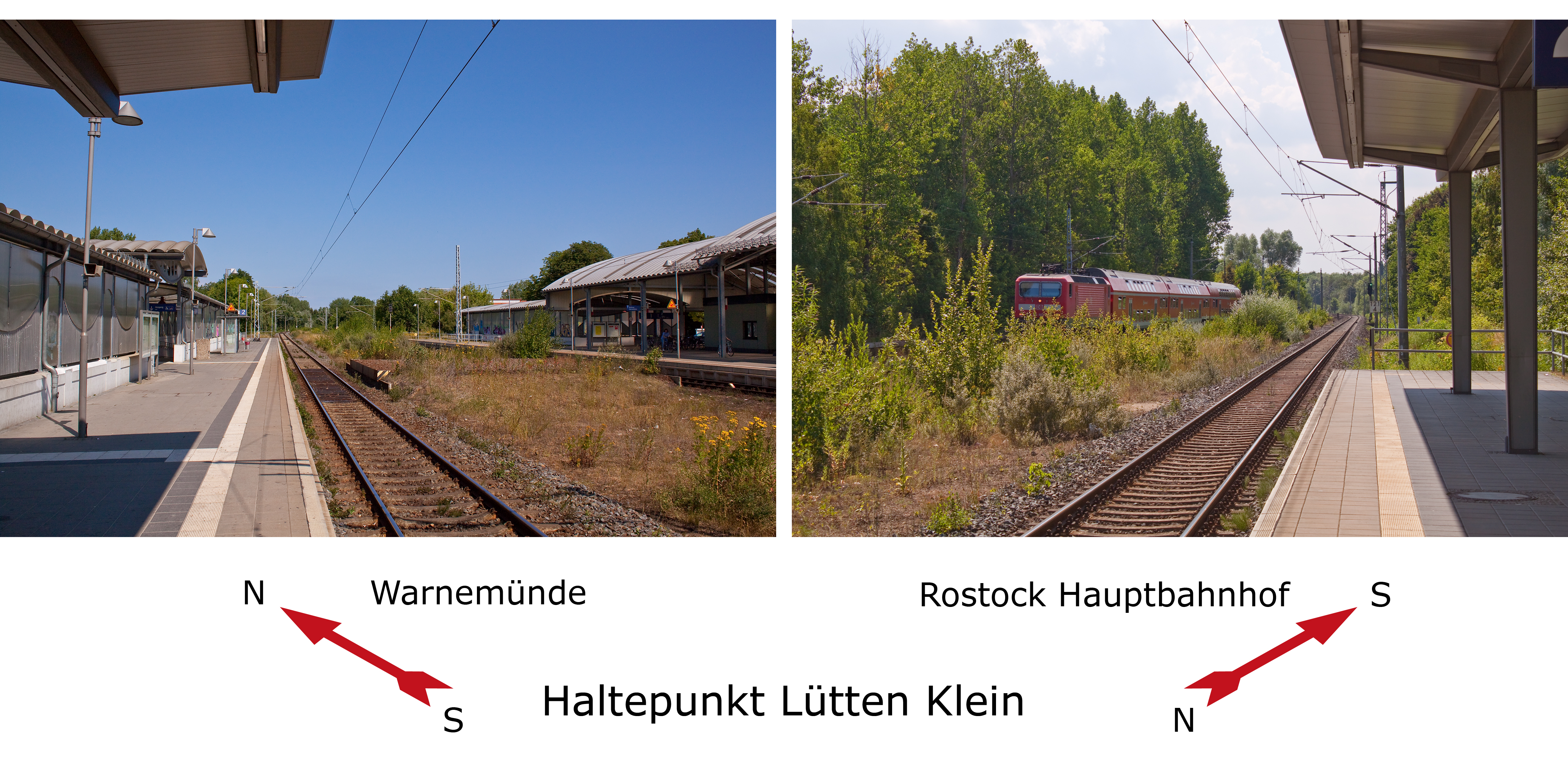
로스토크 뤼텐 클라인역
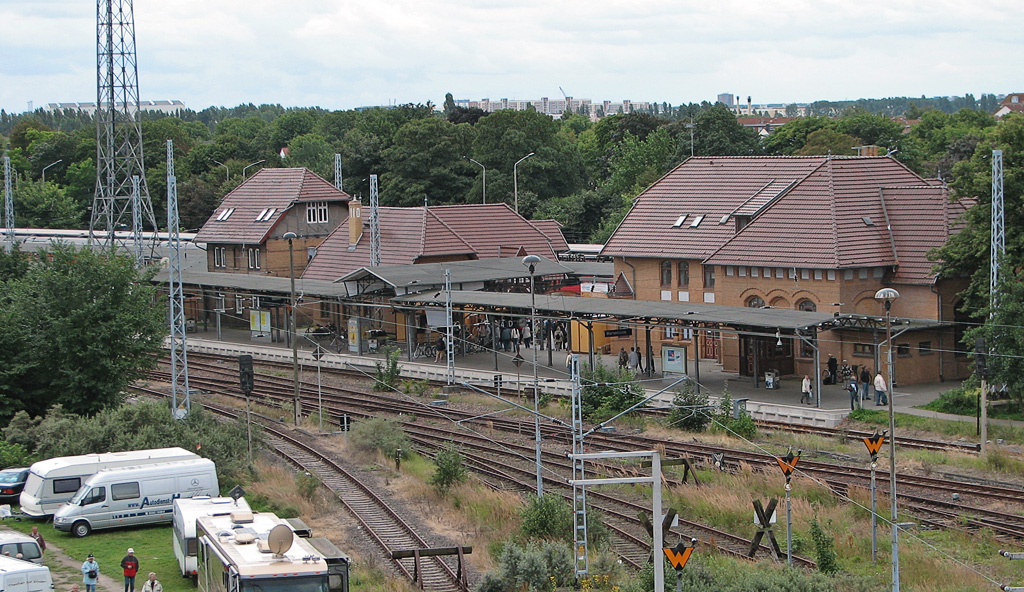
바르네뮌데역

## 역사

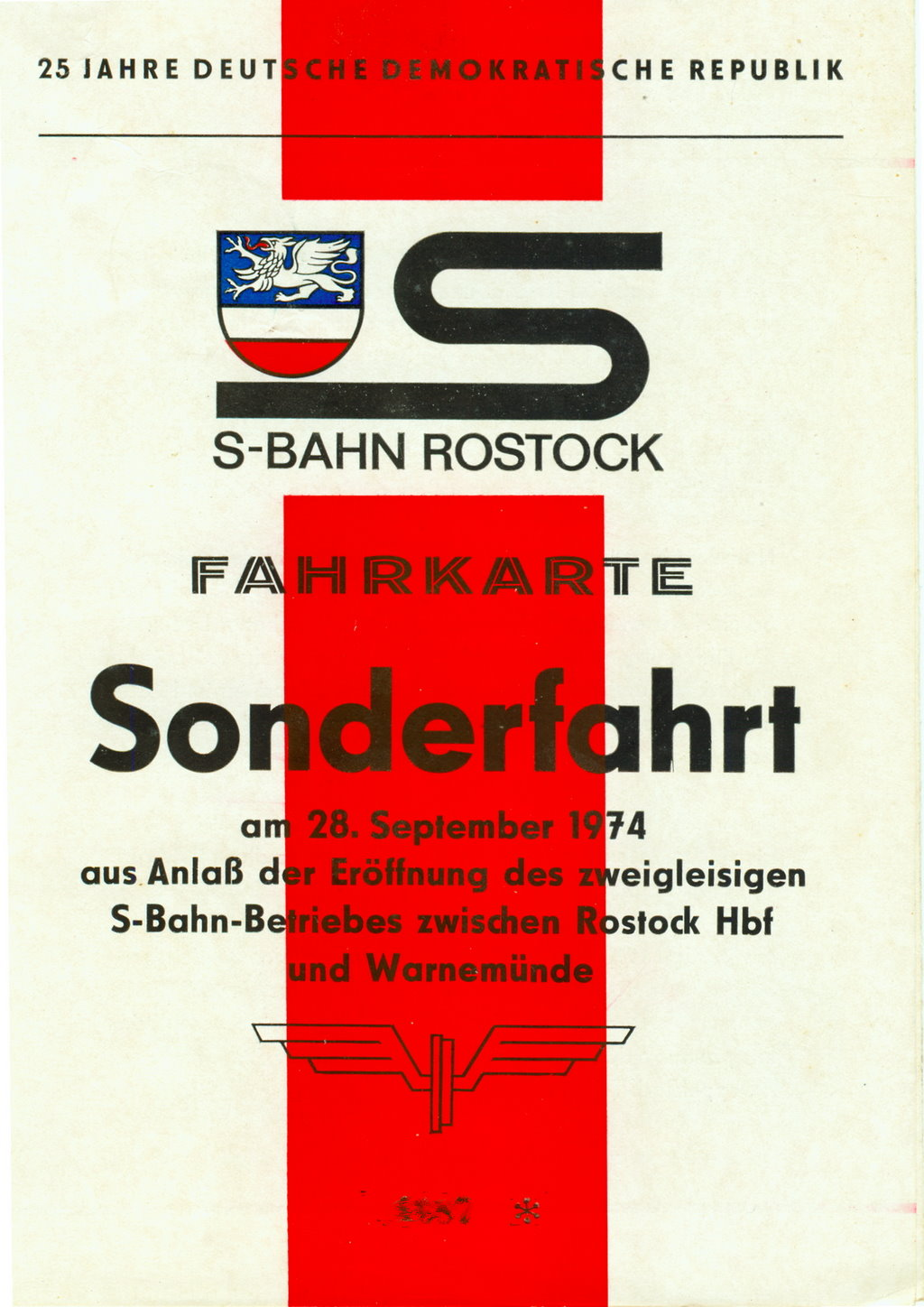
S반 개통 기념권

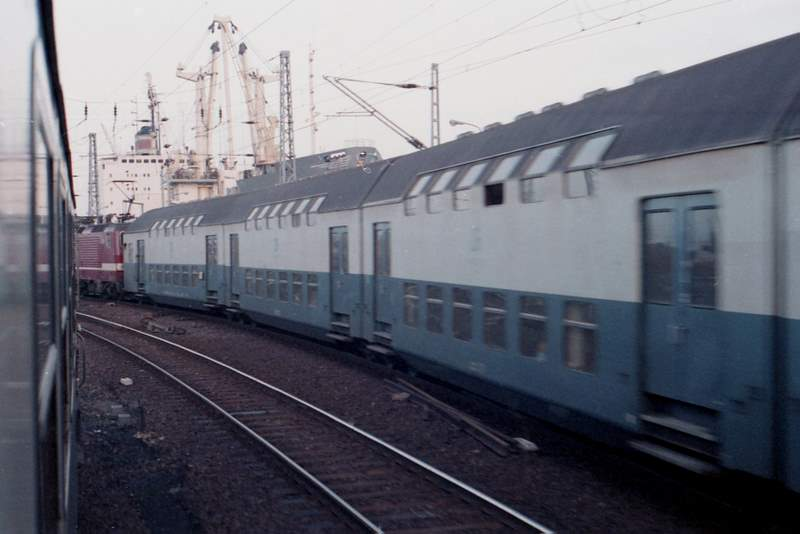
바르네뮌데역으로 진입하는 S반 푸시풀 열차, 1987년

로스토크 중앙역과 해수욕장이 있는 바르네뮌데간은 오랜 기간 동안 교외선 열차가 운행했다. 1923년부터 저렴한 일일권이 도입되었다.
1953년 열차 운행이 취소되자 바르노 조선소 노동자들이 항의했고 몇 주 후 이전 가격으로 운행이 재개되었다. 1960년대에 이 노선을 따라서 신규 주택 지구가 개발되면서 노선의 중요성이 커졌다.
슈마를 경유 기존선은 뤼텐 클라인과는 너무 떨어져 있었고, 다른 한편으로는 로스토크-바르네뮌데선을 따라서 신규 주택 지구 개발이 계획되었다. 1960년대에는 도시고속도로 서쪽을 따라서 바르네뮌데로 진입하는 노선이 고려되었으나 높은 건설 비용으로 추진되지 않았다. 그 대신 1968년 도시고속도로 동쪽을 따라서 신규 선로가 건설되었다. 1970년 10월 12일 주거지와 도심 및 항만을 잇는 브라모에서 뤼텐 클라인까지의 지선이 개통되었다. 브라모에서 에버스하겐까지는 과거 바르네뮌데까지의 노선의 철거된 복선을 따라서 새로운 선로를 건설했다. 같은 날 다른 도시의 슈타트반과 비슷하게 운임 제도 간소화가 시행되었다. 로스토크에서 바르네뮌데까지의 1회권은 50페니히, 단거리권은 도이체 라이히스반의 일반 운임이 적용되었다.
이듬해에 뤼텐 클라인 방면 노선은 북쪽으로 연장되었고 바르네뮌데 베르프트역은 과거 노선과 다시 연결되었다. 신규 선로가 완공되면서 1974년에 S반이 공식적으로 개통되었고(현재의 S1) 정규 배차 간격이 도입되었다. 슈마를 경유 이전 노선은 폐선되었다.
1985년 12월 14일부터 가공 전차선을 이용한 전철 운행이 시작되었다. 정규 운행에는 기관차와 2층 객차 3량으로 구성된 푸시풀 열차가 투입되었고, 전철화 이전까지는 DR 118 기관차, 이후에는 DR 243 기관차(이후 143)가 도입되었다.
로스토크 위버제하펜(Rostocker Überseehafen)으로 가는 노선은 바르네뮌데로 직통 운행함에도 불구하고 S반으로 취급되지 않았다. 1987년이 되어서야 S반 운임이 도입되었다. 로스토크 제하펜 방면 열차는 1988년이 되어서야 S반이라는 이름을 사용했다.
1982년부터 일부 S반 열차가 바르네뮌데에서 로스토크를 경유하여 포펜도르프의 비료 공장까지 운행했다. 해당 열차는 순수한 통근 열차로 간주되어 로스토크 동쪽 구간에서는 공개 시간표에 포함되지 않았다. 1992년에 열차 운행이 중단되었다.

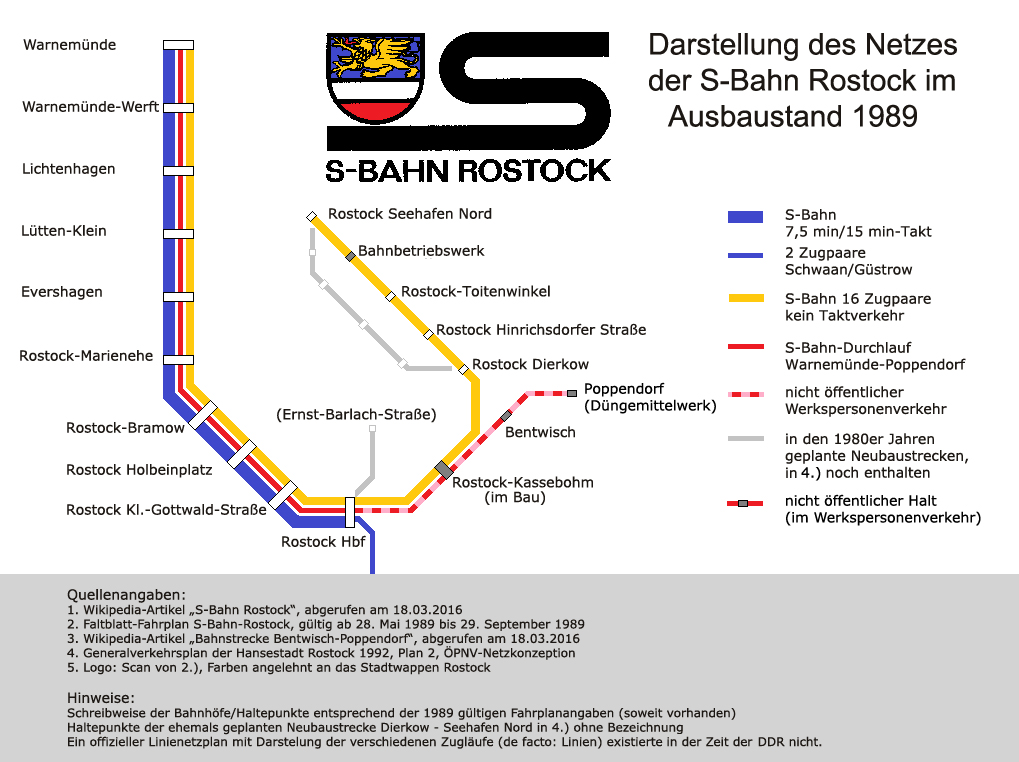
1989년 로스토크 S반 노선도

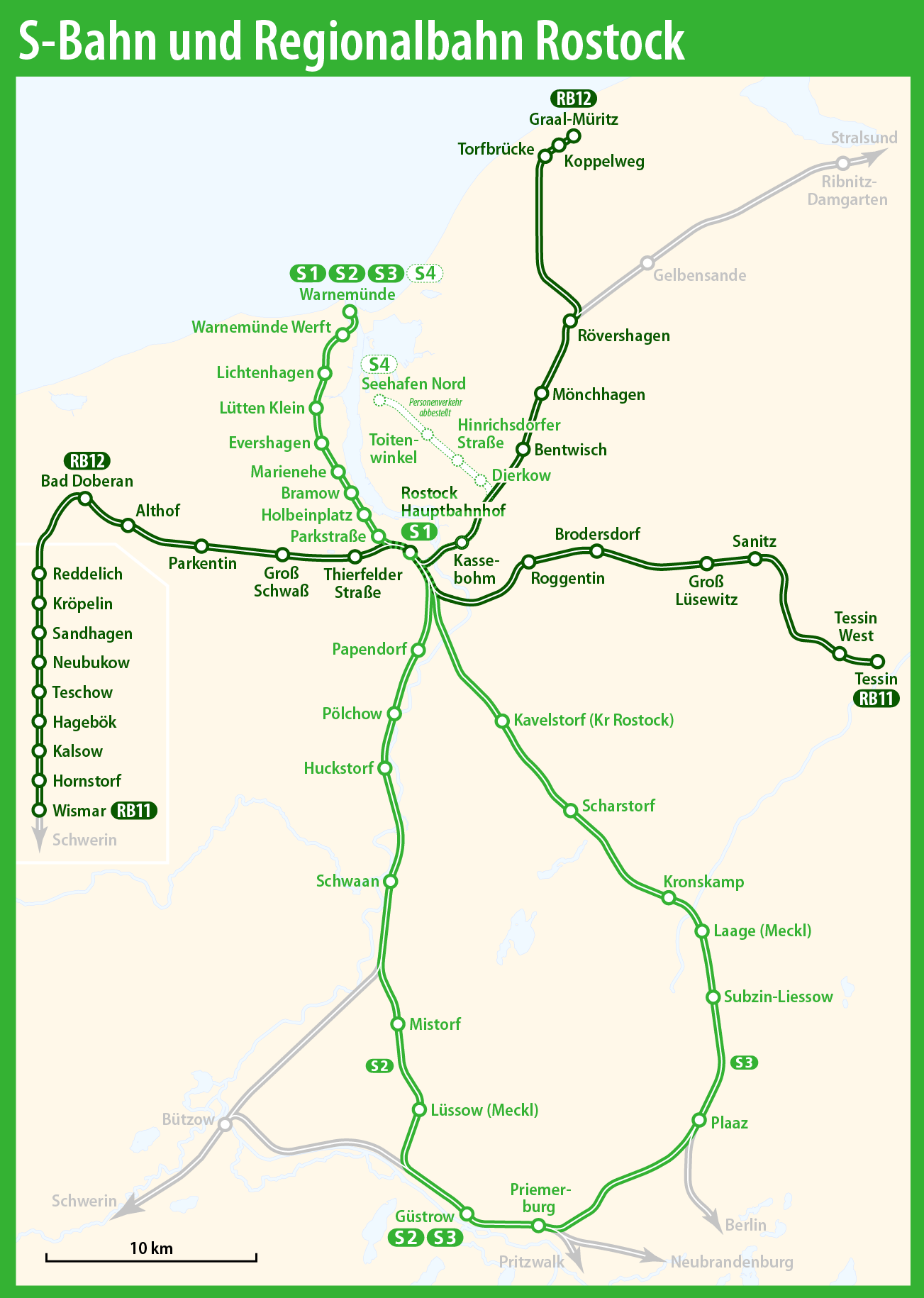
S반과 레기오날반 노선도

독일 통일 이후 1990년대에 지역 대기업에서 노동자를 해고하거나 폐쇄한 이후로 S반 노선을 따라 건설된 주택 단지의 인구와 승객 수요가 감소했다. 열차 편성은 2층 객차 3량까지 단축되었고, 2002년에는 7분 30초 배차 간격이 10분으로 증가했다.
1990년대부터 귀스트로와 로스토크간 광역 철도 열차는 S반으로 불리기 시작했으며 바르네뮌데까지 직통 운행했다.
로스토크 S반과 노면 전차를 직결하여 슈타트반을 구축하려는 계획은 2007년에 중단되었다.
2009년 메클렌부르크포어포메른주는 로스토크 S반과 비스마르-로스토크-테신, (바트도베란-)로스토크-그랄뮈리츠, 비스마르-루트비히스루스트 구간을 포함한 바르노 노선의 운영권을 입찰에 부쳤다. DB 레기오 노르트오스트가 낙찰받아서 로스토크 S반과 로스토크 라게-귀스트로 구간을 2024년까지 운영한다.   2012년 시간표 개정에서 해당 노선은 S3으로 편입되었다. 로스토크와 바르네뮌데간 배차 간격은 출퇴근 시간에 7분 30초, 평시에 15분이며, 나머지 구간은 평일에는 60분, 주말에는 그대로 2시간이다.
2012년 5월 중순 메클렌부르크포어포메른주 에너지기반시설개발부에서는 로스토크 제하펜으로 가는 S4 노선의 운영을 취소하기로 발표했다. 로스토크시에서는 이 계획에 반대하여 도리어 S반을 여객 터미널까지 연장해야 한다고 맞섰다. 그럼에도 불구하고 제하펜 방면 노선 운행은 2012년 12월 9일에 운행을 중단했다. 또한 미렌도르프 (바이 귀스트로)역 정차도 취소되었다.
2012년 12월까지 모든 노선에 신형 봄바디어 탈렌트 2 열차가 도입되어야 했다. 기존에 S1/S2에서 운행했던 2층 객차와 S3에서 운행했던 디젤 동차를 대체할 목적이었다. 2012년 시간표 개정 당시에는 차량이 도입되지 않았기 때문에 S1과 S2는 기존 차량으로 계속 운행했고, S3은 로스토크 중앙역을 기점으로 나뉘었으며 로스토크-귀스트로간은 신형 2층 객차와 기관차 편성 열차로 운행했다.
2014년 4월 26일에 탈렌트 2 전동차가 투입되어 기관차 견인 열차를 완전히 대체했다.

## 확장
2017년 로스토크 교통 계획에 S반에 관한 여러 조치가 포함되어 있다. 중기 계획으로 로스토크-바르네뮌데 노선에 중간역 2개를 추가한다. 그로스 클라인의 시프바우어링(Schiffbauerring) 근처, 슈마를의 슈마를러 바흐 근처 슈테판얀첸링(Stephan-Jantzen-Ring)이 승강장 예정지로 계획되었다.  또 다른 계획으로는 로스토크 제하펜까지의 S반 운행 복원과 여객선 터미널 근처의 새로운 종착역이다.

## 차량
오랫동안 로스토크와 바르네뮌데 간 구간은 푸시풀 2층 열차로 운행했다. 초기에는 4량 DR 2층열차(고정 편성) 2편성으로 운행했고, 1970년대 중반에는 일부 시간대에 3편성 12량으로 운행했다. 1980년대에는 4량 고정 편성 열차를 개별 편성 가능한 2층 객차로 대체했고, 1990년대 보수 공사를 거쳐서 2013년까지 사용했다.
기관차 견인 열차는 143 기관차를 사용했다. 라이히스반 2층 객차 2량과 신형 2층 제어차 1량으로 구성된다. 틀별한 경우 제어차 1량, 객차 4량으로 구성된 5량 편성이 운행하기도 한다. 모든 열차는 1등석과 2등석이 있으며, "S-Bahn Rostock DB" 표시가 되어 있다.
2013년 10월 9일부터 로스토크-라게-귀스트로 노선을 시작으로 과거의 2층 객차가 탈렌트 2로 대체되었다. 2014년 4월 26일 전환이 완료되었다. 이후에는 탈렌트 2 차량만으로 운행하고 있다. 2층 객차 편성은 비상시에만 사용하고 있다.

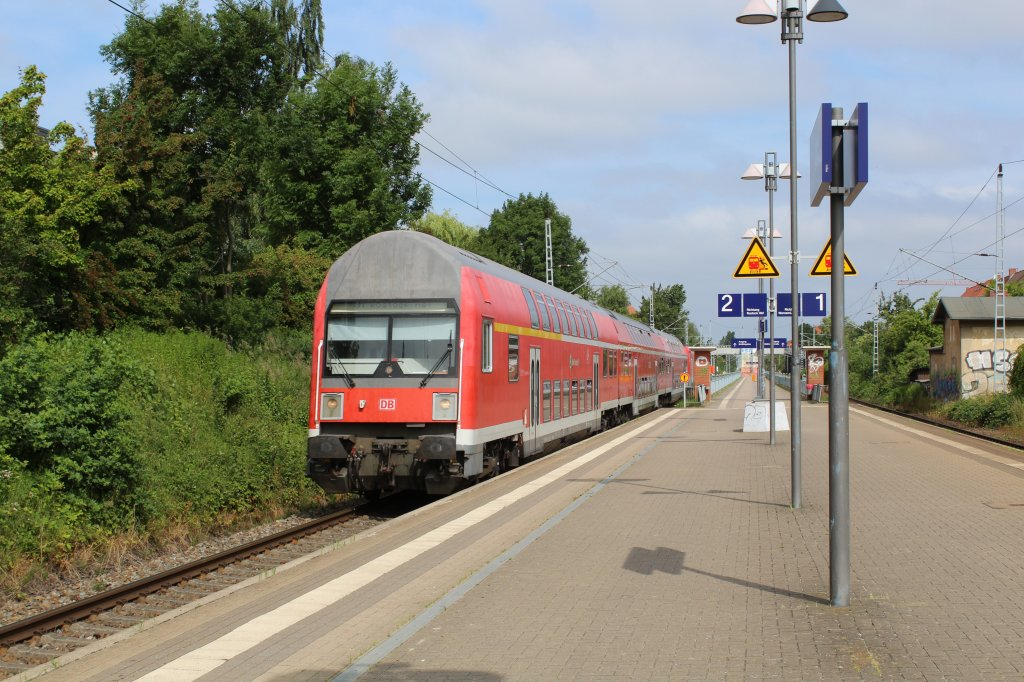
로스토크 파르크슈트라세에 정차한 열차
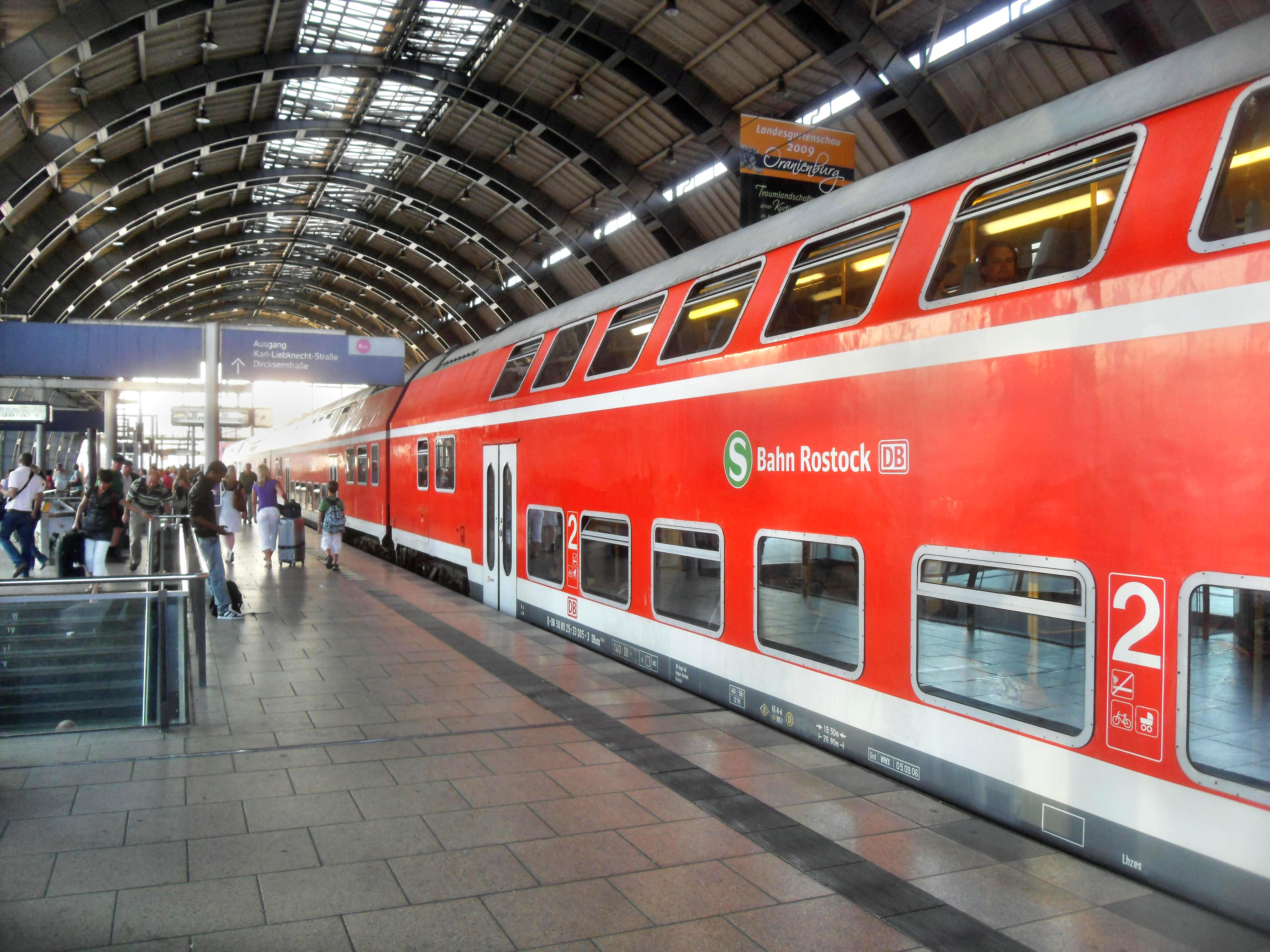
비상 운행용으로 투입된 베를린 알렉산더플라츠역에 있는 로스토크 S반 객차
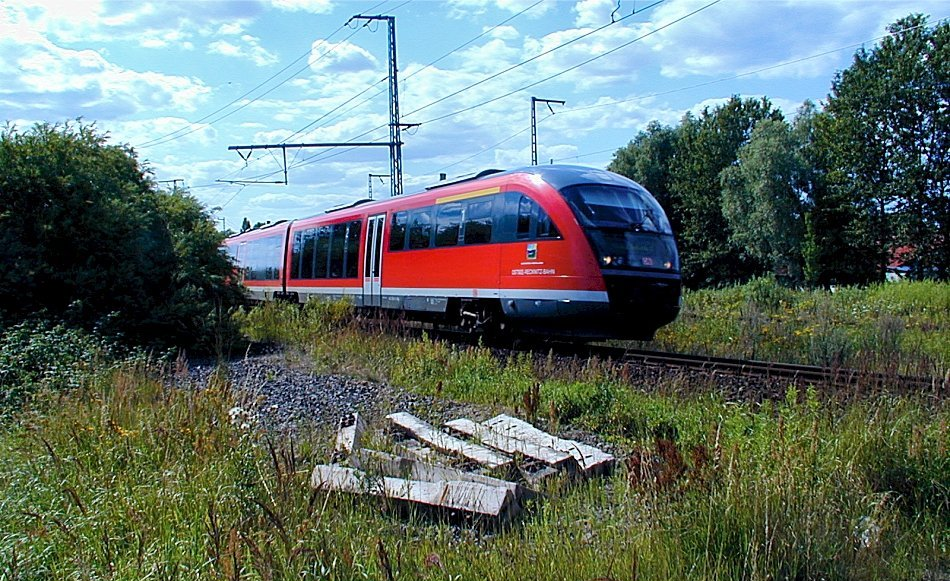
로스토크 제하펜 구간을 운행하는 지멘스 디자이로 디젤 동차
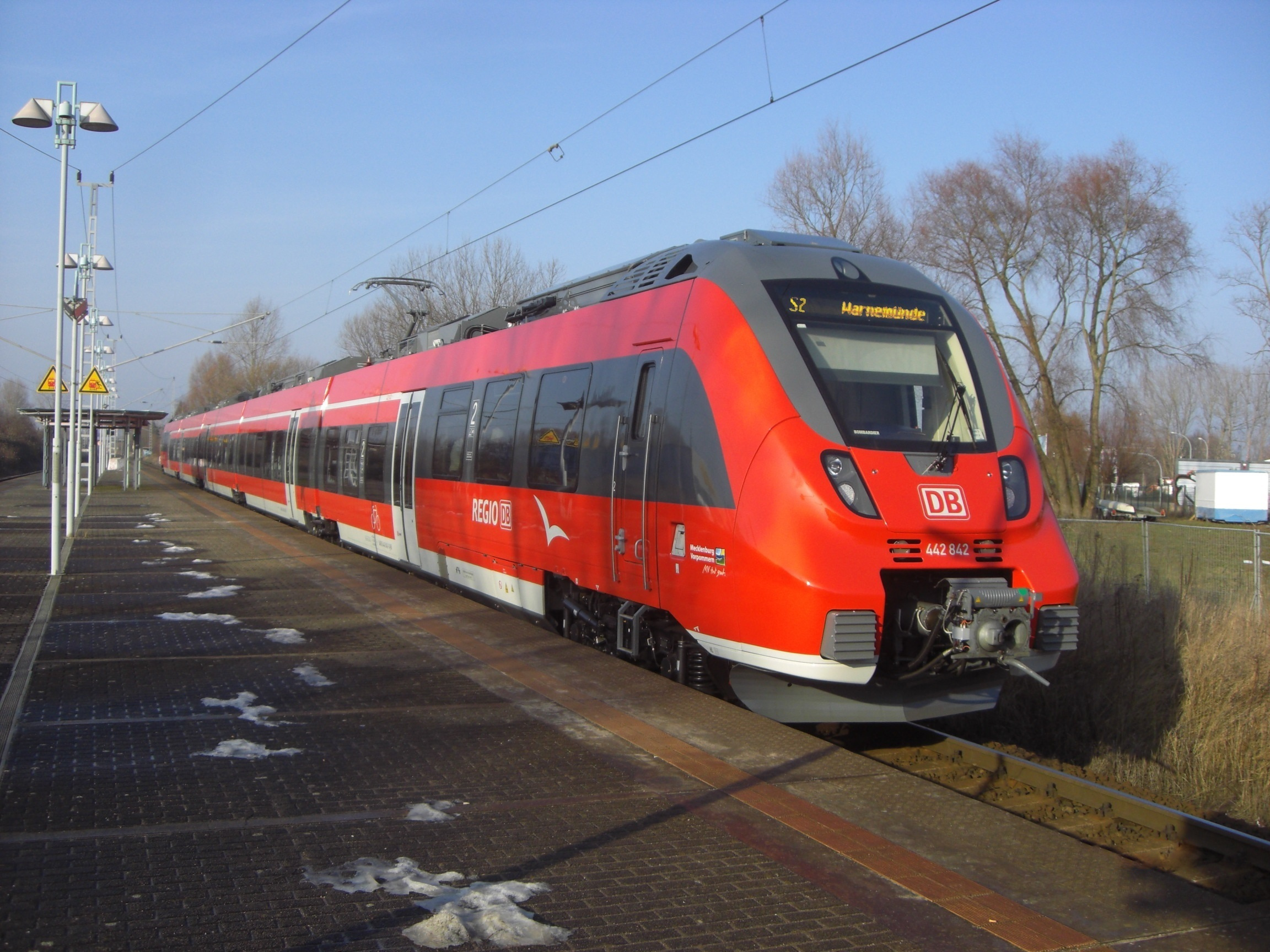
마리엔에헤역에 정차한 탈렌트 2 전동차

## 참고 문헌
- Lothar Schultz, Josef Temmen (2004). 《Die S-Bahn Rostock–Warnemünde》. Nordhorn: Kenning. ISBN 3-933613-69-8.